# Стогов, Николай Ильич
Николай Ильич Сто́гов (2 мая 1934, Сметанино, Московская область — 28 апреля 1982, Ахтубинск, Астраханская область) — заслуженный лётчик-испытатель СССР (1979), Герой Советского Союза (1982), полковник.

## Биография
Родился 2 мая 1934 года в деревне Сметанино Клинского района Московской области в семье крестьянина. Русский.
С 1952 года — в Советской Армии.
В 1954 году окончил 8-ю военную авиационную школу первоначального обучения лётчиков (в городе Павлограде Днепропетровской области).
В 1957 окончил Чугуевское военное авиационное училище лётчиков. Служил в строевых частях ВВС.
С 1960 года член КПСС.
С ноября 1964 года — на лётно-испытательной работе в Государственном Краснознамённом научно-испытательном институте ВВС (ГК НИИ ВВС город Ахтубинск).
В 1967 году окончил Ахтубинский филиал «Взлёт» Московского авиационного института.
Участвовал в сравнительных испытаниях истребителя F-5E.
С марта 1971 года по апрель 1972 года участвовал в боевых действиях в Египте. Совершил 8 боевых вылетов на МиГ-25Р (разведчик). Стогов вместе с несколькими другими лётчиками во главе с полковником Александром Саввичем Бежевцом, одним из ведущих лётчиков-испытателей МиГ-25, испытывали МиГ-25Р в реальной боевой обстановке. Стогов получил египетский орден.
В 1973 году — провёл государственные испытания сверхзвукового перехватчика Су-15бис. Также участвовал в государственных испытаниях сверхзвуковых боевых самолётов МиГ-23, МиГ-25Р, МиГ-27, Су-17, Су-24 и других истребителей.
В 1974—1978 годах — начальник Службы лётных испытаний истребительной авиации.
C 1978 года — заместитель начальника 1-го Управления ГК НИИ ВВС по лётной работе.
16 февраля 1982 года начальнику службы части полковнику Н. И. Стогову Указом Президиума Верховного Совета СССР присвоено звание Героя Советского Союза с вручением ордена Ленина и медали «Золотая Звезда» (№ 11467) за испытание и освоение новой военной техники и проявленные при этом мужество и героизм.
28 апреля 1982 года погиб при выполнении испытательного полёта на МиГ-27.
Стогов выполнял несложное для опытного лётчика задание — облёт контрольно-записывающей аппаратуры на МиГ-27. На высоте 6000 метров на дозвуковой скорости сделал несколько пологих наборов высоты и таких же снижений и вдруг пошёл к земле, не сказав ни слова по рации. Самолёт постепенно увеличивал угол пикирования и скорость, но лётчик не вмешивался в управление почти до земли.
Сохранившиеся записи КЗА показали, что перед самым ударом Николай полностью взял ручку управления на себя, но было уже поздно — через мгновение самолёт на скорости около 900 км/час врезался в землю.
Точную причину катастрофы установить не удалось, известно только, что лётчик какое-то время не мог управлять самолётом — то ли полностью был без сознания, то ли в прострации.
Похоронен на мемориале «Крыло Икара» (Ахтубинск).
Награждён орденами Ленина, Трудового Красного Знамени, Красной Звезды, медалями.

## Воспоминания современников
По воспоминаниям Бориса Антоновича Орлова, Героя Советского Союза (11.10.1974), заслуженного лётчика-испытателя СССР (17.08.1979), мастера спорта СССР международного класса (1973), старшего лейтенанта запаса:

Николай оказался интересным человеком, очень начитанным, с чёткой, принципиальной позицией по многим вопросам, может быть, даже несколько упрямым. Лётчик он был замечательный, настоящий испытатель, хладнокровный, расчётливый. Всегда точно выполнял задание, «привозил» хорошие, ценные материалы испытаний и, что очень важно, был исключительно надёжным: когда он летал, то все на земле знали, что полёт будет выполнен аккуратно и грамотно, при каком-либо отказе лётчик примет быстрое и правильное решение, если погода резко ухудшится, то Стогов приземлится хоть в тумане. Я летал с Николаем на МиГ-31, когда он выполнял свой первый полёт на этой непростой машине, и помню, как он уверенно и чётко пилотировал новый для себя самолёт, как будто летал на нём не в первый раз.
На первый взгляд несколько суховатый, очень сдержанный, далёкий от сантиментов, на самом деле Николай был мягким, деликатным человеком: я не помню случая, когда бы он на повышенных тонах распекал нерадивого, никогда не слышал от него бранного слова даже в обстановке, когда у многих развязываются языки. Строгий к себе, он не был так строг к подчинённым, и мне казалось, что это как-то мешает ему проявить себя в качестве командира, но вскоре я увидел, что его не просто уважают, а и любят, и это помогает Стогову выполнять непростые командирские обязанности среди знающих себе цену лётчиков-испытателей.
Николай Ильич, человек -легенда как и многие из его ровесников. Интеллигент, настоящий ЛЕТЧИК. Ни разу от него бранного слова не слышал На партсобраниях всегда «дремал» и очень уважительно относился к подчиненным. В тот последний день зашел к нему с докладом, а он прорабатывает полетное задание (был зам по ЛР начальника 1 управления) говорит, что «если терпит, давай потом…». А через два часа вызвал начальник института и приказал подготовить всю информацию за год по факту потери связи с бортом. В ту пору я руководил группой объективного контроля. Генерал-полковник Агурин был начальником института, а Мигунов Валерий Валентинович — начальник Управления.